# Cal Pino
Cal Pino és una casa d'Almoster (Baix Camp) protegida com a Bé Cultural d'Interès Local.

## Descripció
Edifici entre mitgeres situat a la Plaça de l'Església. Es tracta d'una construcció que ha sofert remodelacions, de la qual només queden alguns elements arquitectònics d'interès i originaris. És el cas de la porta d'accés allindanada i amb dovelles de pedra i les finestres emmarcades per dovelles de pedra i un ampit amb cornisa motllurada. Al interior també s'han conservat alguns elements, com pot ser l'escala.